# Episodi di Hanna (terza stagione)
La terza ed ultima stagione della serie televisiva Hanna che è composta da 6 episodi.
| n° | Titolo originale             | Titolo italiano      | Pubblicazione USA | Pubblicazione Italia |
| -- | ---------------------------- | -------------------- | ----------------- | -------------------- |
| 1  | Résistance                   | Resistance           | 2021              | 2021                 |
| 2  | Grape Vines and Orange Trees | Viti e Aranci        | 2021              | 2021                 |
| 3  | Nadiya                       | Nadiya               | 2021              | 2021                 |
| 4  | Look Me In the Eye           | Guardami negli occhi | 2021              | 2021                 |
| 5  | Eyeliner                     | Eyeliner             | 2021              | 2021                 |
| 6  | Do Not Sleep                 | Non dormire          | 2021              | 2021                 |